# Perenethis dentifasciata
Espèce
Synonymes
- Ocyale dentifasciata O. Pickard-Cambridge, 1885

Perenethis dentifasciata est une espèce d'araignées aranéomorphes de la famille des Pisauridae.

## Distribution
Cette espèce se rencontre en Inde ou au Pakistan. Elle a été découverte entre Murree et la vallée du Sind.

## Description
La femelle décrite par Sierwald en 1997 mesure 10,6 mm.

## Publication originale
- O. Pickard-Cambridge, 1885 : Araneida. Scientific results of the second Yarkand mission. Calcutta, p. 1-115 (texte intégral).